# Nottingham Forest Football Club 2010-2011
Questa voce raccoglie le informazioni riguardanti il Nottingham Forest Football Club nelle competizioni ufficiali della stagione 2010-2011.

## Stagione
Nella stagione 2009-2010, il Nottingham Forest Football Clubha disputato la Football League Championship, seconda divisione del campionato inglese e le due principali coppe nazionali. Sulla panchina, ancora riconfermato lo scozzese Billy Davies.
Il campionato è stato chiuso con un 6º posto. Questo piazzamento ha consentito alla formazione l'accesso ai Play-Off come peggiore classificata. il Forest è stato infatti eliminato dallo Swansea City (3ª classificata in stagione regolare) nella semifinale dei play-off, pareggiando in casa (0-0) e perdendo al ritorno in trasferta (3-1).
In League Cup è stato eliminato al primo turno dal Bradford City vincente 2-1 dopo i supplementari.
In Fa Cup la squadra è stata eliminata al quarto turno dal West Ham Utd vincenti per 3-2 all'Upton Park.

## Divise e sponsor
Lo sponsor tecnico confermato per la stagione 2009-2010 è la Umbro, marchio inglese di abbigliamento sportivo. Il main sponsor è Victor Chandler.
| Manica sinistra · Manica sinistra · Maglietta · Maglietta · Manica destra · Manica destra · Pantaloncini · Calzettoni |
| Casa |

| Manica sinistra · Manica sinistra · Maglietta · Maglietta · Manica destra · Manica destra · Pantaloncini · Pantaloncini · Calzettoni · Calzettoni |
| Trasferta |

| Manica sinistra · Maglietta · Maglietta · Manica destra · Pantaloncini · Calzettoni |
| Terza                                                                               |

| Manica sinistra · Manica sinistra · Maglietta · Maglietta · Manica destra · Manica destra · Pantaloncini · Pantaloncini · Calzettoni |
| Portiere Casa |

| Manica sinistra · Manica sinistra · Maglietta · Maglietta · Manica destra · Manica destra · Pantaloncini · Pantaloncini · Calzettoni |
| Portiere Trasferta |

| Manica sinistra · Manica sinistra · Maglietta · Maglietta · Manica destra · Manica destra · Pantaloncini · Calzettoni |
| Portiere alternativo                                                                                                  |

## Rosa
| N. |                        | Ruolo | Calciatore               |
| -- | ---------------------- | ----- | ------------------------ |
| 1  | Inghilterra (bandiera) | P     | Lee Camp (vice capitano) |
| 3  | Inghilterra (bandiera) | D     | Paul Konchesky           |
| 4  | Inghilterra (bandiera) | D     | Luke Chambers            |
| 5  | Inghilterra (bandiera) | D     | Wes Morgan               |
| 6  | Inghilterra (bandiera) | D     | Kelvin Wilson            |
| 7  | Inghilterra (bandiera) | C     | Paul Anderson            |
| 8  | Inghilterra (bandiera) | C     | Lewis McGugan            |
| 9  | Nigeria (bandiera)     | A     | Dele Adebola             |
| 10 | Galles (bandiera)      | A     | Robert Earnshaw          |
| 11 | Inghilterra (bandiera) | A     | Nathan Tyson             |
| 12 | Inghilterra (bandiera) | C     | Garath McCleary          |
| 15 | Inghilterra (bandiera) | C     | Chris Cohen              |
| 16 | Galles (bandiera)      | D     | Chris Gunter             |

| N. |                        | Ruolo | Calciatore              |
| -- | ---------------------- | ----- | ----------------------- |
| 17 | Inghilterra (bandiera) | A     | David McGoldrick        |
| 18 | Inghilterra (bandiera) | C     | Paul McKenna (capitano) |
| 19 | Francia (bandiera)     | C     | Guy Moussi              |
| 20 | Inghilterra (bandiera) | A     | Marcus Tudgay           |
| 22 | Scozia (bandiera)      | A     | Kris Boyd               |
| 23 | Inghilterra (bandiera) | A     | Dexter Blackstock       |
| 24 | Stati Uniti (bandiera) | A     | Robbie Findley          |
| 27 | Irlanda (bandiera)     | D     | Brendan Moloney         |
| 28 | Polonia (bandiera)     | C     | Radosław Majewski       |
| 29 | Inghilterra (bandiera) | D     | Julian Bennett          |
| 33 | Inghilterra (bandiera) | D     | Joel Lynch              |
| 38 | Inghilterra (bandiera) | P     | Karl Darlow             |
| 41 | Galles (bandiera)      | D     | Kieron Freeman          |

## Calciomercato

### Sessione estiva
| Acquisti | Acquisti          | Acquisti         | Acquisti                 |
| R.       | Nome              | da               | Modalità                 |
| -------- | ----------------- | ---------------- | ------------------------ |
| D        | Ryan Bertrand     | Chelsea          | prestito                 |
| C        | Radosław Majewski | Polonia Varsavia | definitivo (1 milione £) |
| A        | Aaron Ramsey      | Arsenal          | prestito                 |
| A        | Marcus Tudgay     | Sheffield Weds   | prestito                 |

| Cessioni | Cessioni       | Cessioni          | Cessioni |
| R.       | Nome           | a                 | Modalità |
| -------- | -------------- | ----------------- | -------- |
| D        | Julian Bennett | Crystal Palace    | prestito |
| C        | Mark Byrne     | Barnet            | prestito |
| C        | James Perch    | Newcastle Utd     | -        |
| A        | Joe Garner     | Huddersfield Town | prestito |

### Sessione invernale
| Acquisti | Acquisti       | Acquisti          | Acquisti      |
| R.       | Nome           | da                | Modalità      |
| -------- | -------------- | ----------------- | ------------- |
| D        | Julian Bennett | Crystal Palace    | fine prestito |
| D        | Paul Konchesky | Liverpool         | prestito      |
| A        | Robbie Findley | Real Salt Lake    | gratuito      |
| A        | Joe Garner     | Huddersfield Town | fine prestito |
| A        | Marcus Tudgay  | Sheffield Weds    | definitivo    |

| Cessioni | Cessioni       | Cessioni       | Cessioni      |
| R.       | Nome           | a              | Modalità      |
| -------- | -------------- | -------------- | ------------- |
| D        | Paul Smith     | Middlesbrough  | prestito      |
| D        | Ryan Bertrand  | Chelsea        | fine prestito |
| C        | Robbie Gibbons | Alkī Larnaca   | svincolato    |
| C        | Matt Thornhill | Hibernian      | gratuito      |
| A        | Joe Garner     | Scunthorpe Utd | prestito      |
| A        | Aaron Ramsey   | Arsenal        | fine prestito |

### Operazioni esterne alle sessioni
| Acquisti | Acquisti  | Acquisti      | Acquisti |
| R.       | Nome      | da            | Modalità |
| -------- | --------- | ------------- | -------- |
| A        | Kris Boyd | Middlesbrough | prestito |

| Cessioni | Cessioni       | Cessioni      | Cessioni      |
| R.       | Nome           | a             | Modalità      |
| -------- | -------------- | ------------- | ------------- |
| D        | Paul Konchesky | Liverpool     | fine prestito |
| A        | Kris Boyd      | Middlesbrough | fine prestito |

## Risultati

### League Cup
| Bradford 9 agosto 2010 Primo turno | Bradford City | 2 – 1 (d.t.s.) | Nottingham Forest | (5 175 spett.) |